# Хемзли, Эстель
Эстель Хемзли (англ. Estelle Hemsley, 5 мая 1887 — 5 ноября 1968) — американская актриса.
Родилась в Бостоне, штат Массачусетс. Актёрскую карьера начала с участия в театральных постановках, впоследствии исполнив ряд ролей на Бродвее. На киноэкранах дебютировала в 1957 году в фильме «На окраине города» (1957). В дальнейшем исполнила роли в картинах «Зелёные поместья» (1959), «Хорошенько выспись» (1959), которая принесла ей номинацию на «Золотой глобус», «Женщина-пиявка» (1960), «Америка, Америка» (1963) и «Малыш, дождь должен пойти» (1964). Скончалась в Голливуде в возрасте 81 года.